# Trichomycterus riojanus
Trichomycterus riojanus is een straalvinnige vissensoort uit de familie van de parasitaire meervallen (Trichomycteridae). De wetenschappelijke naam van de soort is voor het eerst geldig gepubliceerd in 1897 door Carlos Berg. De soort werd aangetroffen in de "Cordillera de La Rioja" in Argentinië.